# Bobby Baun
Robert Neil Baun (Lanigan, 9 settembre 1936 – 14 agosto 2023) è stato un allenatore di hockey su ghiaccio e hockeista su ghiaccio canadese di ruolo difensore che ha giocato per quattordici stagioni con i Toronto Maple Leafs nella National Hockey League.

## Biografia
Baun giocò a livello giovanile con i Toronto Marlboros per quattro anni vincendo due titoli della Ontario Hockey Association e della Memorial Cup nel biennio 1955-1956. Nella sua prima stagione da professionista Baun giocò soprattutto in American Hockey League con il farm team dei Rochester Americans, riuscendo comunque ad esordire in National Hockey League disputando 20 partite con la maglia dei Toronto Maple Leafs. Rimase a Toronto per le undici stagioni successive vincendo per quattro volte la Stanley Cup: 1962, 1963, 1964 e 1967.
Baun non fu mai un grande marcatore, non superò mai infatti quota 20 punti in carriera, tuttavia divenne celebre proprio per una rete segnata nei playoff della stagione 1963-1964. Il 23 aprile 1964 durante il terzo periodo di Gara-6 della finale di Stanley Cup contro i Detroit Red Wings Baun si fratturò la caviglia dopo un contrasto con un avversario. Egli non lasciò la partita ma ritornò regolarmente per l'overtime e mise a segno la rete decisiva per la vittoria. Baun giocò anche la decisiva Gara-7 conclusa per 4-0, vincendo così la terza Stanley Cup consecutiva; solo allora permise ai medici di esaminare la caviglia infortunata.
Nelle stagioni successive il suo rapporto si incrinò a causa di alcune divergenze con il general manager dei Maple Leafs Punch Imlach. Nonostante un aumento di stipendio Baun fu limitato da alcuni problemi fisici e fu sostituito come titolare da Larry Hillman. Baun vide sempre di meno il ghiaccio assistendo dalla panchina alla vittoria del titolo nel 1967 e si rifiutò di festeggiare con i compagni.
Quell'estate Baun lasciò Toronto dopo essere stato scelto nell'NHL Expansion Draft dagli Oakland Seals, una delle nuove franchigie della NHL di cui divenne subito nuovo capitano.  La stagione fu deludente e per questo dopo solo un anno Baun chiese di essere mandato a una delle formazioni Original Six. Gli Oakland Seals lo accontentarono e fu ceduto nel maggio del 1968 ai Detroit Red Wings.
Baun giocò a Detroit per due stagioni e mezza prima di essere messo sulla lista dei waivers. Dapprima fu scelto dai Buffalo Sabres diretti da Imlach, per poi essere subito ceduto ai St. Louis Blues. Baun si rifiutò di andare a St. Louis e nove giorni più tardi ritornò ai Maple Leafs. Baun giocò fino al 1973, quando un infortunio alla schiena lo costrinse al ritiro.

## Palmarès

### Club
- Stanley Cup: 4

Toronto Maple Leafs: 1961-1962, 1962-1963, 1963-1964, 1966-1967
- Memorial Cup: 2

Toronto Marlboros: 1955, 1956
- Ontario Hockey Association: 2

Toronto Marlboros: 1954-1955, 1955-1956

### Individuale
- NHL All-Star Game: 4

1963, 1964, 1965, 1968